# Дэвидсон, Джейсон
Дже́йсон А́лан Дэ́видсон (англ. Jason Alan Davidson; 29 июня 1991, Мельбурн, Австралия) — австралийский футболист, защитник клуба «Эйпен» и сборной Австралии. Участник чемпионата мира 2014 года.
Сын известного австралийского футболиста Алана Дэвидсона. Бабушка Джейсона из Японии, а его жена — гречанка.

## Клубная карьера
Дэвидсон воспитанник португальского клуба «Пасуш де Феррейра». В 2009 году он вернулся на родину, где дебютировал в А-Лиге за «Хами Сити». В начале 2010 года Джейсон вернулся в Португалию. 16 января в матче против «Порту» он дебютировал в Сангриш лиге. Для получения игровой практики в 2011 году Дэвидсон перешёл на правах аренды в «Спортинг» из Ковильяна. После возвращения в «Пасуш» он не смог выиграть конкуренцию за место в основе.
В 2012 году Джейсон перешёл в нидерландский «Хераклес». 25 марта в матче против «Утрехта» он дебютировал в Эредивизи. 31 августа 2013 года в матче против АДО Ден Хааг Дэвидсон забил свой первый гол за команду из Алмело.
Летом 2014 года после чемпионата мира Джейсон перешёл в английский «Вест Бромвич Альбион». 23 августа в матче против «Саутгемптона» он дебютировал в английской Премьер-лиге, заменив во втором тайме Себастьяна Поконьоли. Летом 2016 года Дэвидсон на правах аренды перешёл в «Грониген». 28 августа в матче против ПСВ он дебютировал за новый клуб.

## Международная карьера
В 2009 году в составе молодёжной сборной Австралии Джейсон выступал на молодёжном чемпионате мира в Египте.
15 августа 2012 года в товарищеском матче против сборной Шотландии Дэвидсон дебютировал за сборную Австралии. В 2014 году Джейсон попал в заявку национальной команды на участие в чемпионате мира в Бразилии. На турнире он сыграл в матчах против сборных Нидерландов, Чили и Испании.
В начале 2015 года Дэвидсон попал в заявку национальной команды на участие в домашнем Кубке Азии. На турнире он сыграл в матчах против команд Омана, ОАЭ, Китая и дважды Южной Кореи. По итогам соревнований Джейсон завоевал золотую медаль, а в поединке против ОАЭ он забил свой первый гол за сборную.

### Голы за сборную Австралии
| #   | Дата           | Место                               | Противник | Счёт | Результат | Соревнование    |
| --- | -------------- | ----------------------------------- | --------- | ---- | --------- | --------------- |
| 01. | 27 января 2015 | Стадион Ньюкасл, Ньюкасл, Австралия | ОАЭ       | 2:0  | 2:0       | Кубок Азии 2015 |

## Достижения
Международные
Австралия
- Кубок Азии по футболу — 2015